# Ibalonianus
Genre
Ibalonianus est un genre d'opilions laniatores de la famille des Podoctidae.

## Distribution
Les espèces de ce genre se rencontrent en Indonésie et en Papouasie-Nouvelle-Guinée.

## Liste des espèces
Selon World Catalogue of Opiliones (04/07/2021) :
- Ibalonianus impudens Roewer, 1923
- Ibalonianus kueckenthali (Hirst, 1912)
- Ibalonianus prasinus Roewer, 1949
- Ibalonianus waigeuensis Roewer, 1949

## Publication originale
- Roewer, 1923 : Die Weberknechte der Erde. Systematische Bearbeitung der bisher bekannten Opiliones. Gustav Fischer, Jena, p. 1-1116 (texte intégral).